# Fontinalis utahensis
Fontinalis utahensis là một loài Rêu trong họ Fontinalaceae. Loài này được Cardot & Thér. mô tả khoa học đầu tiên năm 1927.